# Палома-Крік-Саут (Техас)
Палома-Крік-Саут (англ. Paloma Creek South) — переписна місцевість (CDP) в США, в окрузі Дентон штату Техас. Населення — 9539 осіб (2020).

## Географія
Палома-Крік-Саут розташована за координатами 33°12′39″ пн. ш. 96°56′12″ зх. д. / 33.21083° пн. ш. 96.93667° зх. д. (33.210826, -96.936651).  За даними Бюро перепису населення США в 2010 році переписна місцевість мала площу 2,29 км², уся площа — суходіл. В 2017 році площа становила 3,24 км², уся площа — суходіл.

## Демографія
Згідно з переписом 2010 року, у переписній місцевості мешкали 2753 особи в 957 домогосподарствах у складі 763 родин. Густота населення становила 1200 осіб/км².  Було 1011 помешкання (441/км²).
Расовий склад населення:
| - 68,1 % — білих - 20,7 % — чорних або афроамериканців - 3,1 % — азіатів - 0,7 % — корінних американців - 3,6 % — осіб інших рас |

До двох чи більше рас належало 3,8 %. Частка іспаномовних становила 16,0 % від усіх жителів.
За віковим діапазоном населення розподілялося таким чином: 30,2 % — особи молодші 18 років, 66,1 % — особи у віці 18—64 років, 3,7 % — особи у віці 65 років та старші. Медіана віку мешканця становила 30,1 року. На 100 осіб жіночої статі у переписній місцевості припадало 96,4 чоловіків; на 100 жінок у віці від 18 років та старших — 91,5 чоловіків також старших 18 років.
Середній дохід на одне домашнє господарство  становив 105 932 долари США (медіана — 107 873), а середній дохід на одну сім'ю — 110 150 доларів (медіана — 107 829). За межею бідності перебувало 5,5 % осіб, у тому числі 6,9 % дітей у віці до 18 років та 0,0 % осіб у віці 65 років та старших.
Цивільне працевлаштоване населення становило 2975 осіб. Основні галузі зайнятості: освіта, охорона здоров'я та соціальна допомога — 29,9 %, фінанси, страхування та нерухомість — 15,6 %, публічна адміністрація — 11,7 %, роздрібна торгівля — 11,5 %.